# (10627) Ookuninushi
(10627) Ookuninushi – planetoida z pasa głównego asteroid okrążająca Słońce w ciągu 5 lat i 107 dni w średniej odległości 3,04 j.a. Została odkryta 19 stycznia 1998 roku w Nachi-Katsuura Observatory przez Yoshisadę Shimizu i Takeshiego Uratę. Przed nadaniem nazwy planetoida nosiła oznaczenie tymczasowe (10627) 1998 BW2.